# Anatoli Koltuniewicz
Anatoli Koltuniewicz (ur. 16 listopada 1948 w Pulheim) – australijski koszykarz, olimpijczyk.
Reprezentował Australię na Letnich Igrzyskach Olimpijskich 1972, które odbyły się w Monachium, zajmując 9. miejsce.